# Locum tenens
Locum tenens (nebo jen locum) je označení pro osobu, která dočasně plní povinnosti jiného. Termín se používá zejména pro lékaře nebo duchovní. Například lékař locum tenens je lékař, který pracuje místo běžného lékaře.
Locum tenens je latinská fráze stejného významu a etymologie, jako francouzské lajtnant.
Některé místní personální agentury nabízejí zahraničním absolventům medicíny školení před nástupem do zaměstnání před jejich první profesní zkušeností v systému primární péče jako locum tenens.

## Ve zdravotnictví
Přechodná povaha přidělení znamená další stres a práci pro místa, kdykoli zaujmou novou pozici.
Pro najímající organizaci to obecně znamená, že požadovaná flexibilita a nedostatek zaručeného příjmu musí být odměněny vyšší mzdou.
V profesích, které vyžadují znalost historie pacientů, mohou locum tenens poskytovat práci nižší kvality nebo tak může být vnímána. Stálí zaměstnanci na ně mohou nelibě nahlížet, protože mohou být placeni více nebo se považují za nositele menší odpovědnosti.

## V církvi

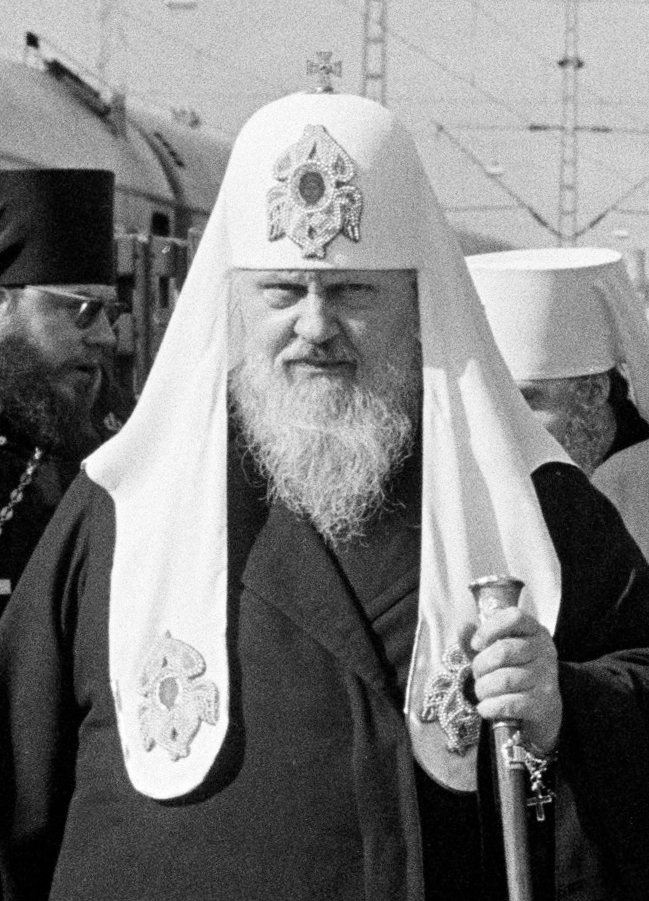
Po smrti patriarchy Alexije I. dne 17. dubna 1970 v souladu s Předpisy o správě Ruské pravoslavné církve jako nejstarší stálý člen synodu svěcením převzal biskup Pimen funkci patriarchálního locum tenens

Jako locum tenens se v církevním použití označuje místodržitel (patriarchálního, biskupského) stolce či jiného úřadu, kdy řádné jmenování nového hierarchy není možné kvůli překážkám provést (např. volba biskupů v sovětském svazu).
Pojem se objevuje zejména v pravoslavných církvích, v katolictví převažuje ustanovení administrátora či apoštolského administrátora.